# Parc provincial Gregoire Lake
Le parc provincial Gregoire Lake (Gregoire Lake Provincial Park) est un parc provincial de l'Alberta situé au sud de Fort McMurray, sur la rive du lac Gregoire.
Le parc a une superficie de 696,2 ha et a été créé le 21 octobre 1969. Il est administré par le ministère de l'Environnement et des Parcs.

## Aménagement
Le parc a un terrain de camping au nord-ouest du lac ainsi qu'une aire de pique-nique près d'Anzac.